# Forgotten Suns
Forgotten Suns est un groupe de metal et rock progressif portugais, originaire de Lisbonne.

## Biographie
Forgotten Suns est formé en 1991 à Lisbonne. En 2000, le groupe publie son premier album studio, intitulé Fiction Edge. Il suit quatre ans plus tard d'un deuxième album intitulé Snooze.
En janvier 2009, Forgotten Suns signe au label ProgRock Records. Ils y publient l'album Innergy le 3 mars 2009. Innergy, enregistré entre mars et mai 2008, est très bien accueilli par la presse spécialisée,,,.
Le 25 novembre 2010, le groupe annonce la date de sortie de son nouvel EP, Revelations, pour le 17 décembre au label Pathfinder Records. L'EP comprend des chansons écrites pour Innergy, mais non publiées à l'époque, enregistrées entre fin 2006 et début 2007. Il s'agit d'une collection de chansons jouées à certains live sets. En 2015, le groupe publie un nouvel album intitulé When Worlds Collide, cinq ans après la sortie de l'EP Revelations.

## Membres

### Membres actuels
- Nuno Correia - basse[1]
- J.C Samora - batterie[1]
- Ricardo Falcão - guitare[1]
- Nio Nunes - voix[1]
- Ernesto Rodrigues - claviers (depuis 2012)[1]

### Anciens membres
- Johnny - basse[1]
- Nuno Sénica - batterie[1]
- Miguel Valadares - claviers[1]
- Paulo Pacheco - voix[1]
- Tiago Lynx - voix[1]

## Discographie
- 2000 : Fiction Edge
- 2004 : Snooze
- 2009 : Innergy
- 2010 : Revelations
- 2015 : When Worlds Collide